# Lee Young-ah
Lee Young-ah (이영아?, 李英雅?, I Yeong-aLR, I YŏngaMR; Gumi, 23 ottobre 1984) è un'attrice sudcoreana.
Laureata in danza all'Università Hanyang, ha esordito come attrice nel 2003 e due anni dopo si è aggiudicata un Baeksang Arts Award come miglior emergente per il ruolo della giovane protagonista nel melodramma TV Hwanggeum sagwa. È diventata famosa nel 2007 grazie alla fiction Hwanggeum sinbu, in cui ha interpretato una ragazza vietnamita che, per esaudire il desiderio della madre cieca, la quale vuole che vada in Corea del Sud a cercare suo padre, sposa un uomo coreano.

## Filmografia

### Cinema
- Du eolgur-ui yeochin (두 얼굴의 여친?), regia di Lee Seok-hoon (2007)
- Sumokjang (수목장?), regia di Park Gwang-choon (2012)
- Seolhae (설해?), regia di Kim Jung-kwon (2015)
- Eomma-ui gochaek (엄마의 공책?), regia di Kim Sung-ho (2018)
- Ceonsaneun virus (천사는 바이러스?), regia di Kim Sung-joon (2021)

### Televisione
- Toji (토지?) – serie TV (2005)
- Saranghanda wensu-ya (사랑한다 웬수야?) – serial TV (2005)
- Hwanggeum sagwa (황금사과?) – serie TV (2005)
- Sarang-eun amudo motmallyeo (사랑은 아무도 못말려?) – serial TV (2006)
- Hwanggeum sinbu (황금신부?) – serie TV (2007-2008)
- Iljimae (일지매?) – serie TV (2008)
- Cheonchu taehu (천추태후?) – serie TV (2008)
- Jeppang-wang Kim Tak-gu (제빵왕 김탁구?) – serie TV (2010)
- Vampire geomsa (뱀파이어 검사?) – serie TV (2011-2012)
- Dae-wang-ui kkum (대왕의 꿈?) – serie TV (2012-2013)
- Sir-eobgeub-yeo romance (실업급여 로맨스?) – serie TV (2013)
- Dallyeora, Jang-mi (달려라 장미?) – serie TV (2014-2015)
- Gwisin boneun hyeongsa Cheo Yong (귀신 보는 형사 처용?) – serie TV (2015)
- Kkeutkkaji sarang (끝까지 사랑?) – serie TV (2018)
- Bing-ui (빙의?) – serie TV (2019)